# SpaceX COTS Demo Flight 2
SpaceX COTS Demo Flight 2 (COTS 2), também conhecido como Dragon C2+, foi o segundo lançamento de teste da espaçonave de carga Dragon não-tripulado da SpaceX. Foi lançado em maio de 2012 no terceiro lançamento do veículo de lançamento Falcon 9. O lançamento foi realizado sob um acordo financiado pela NASA como a segunda missão de demonstração do Dragon no programa Commercial Orbital Transportation Services (COTS). O objetivo do programa COTS é desenvolver e demonstrar fontes comerciais para o reabastecimento de carga para a Estação Espacial Internacional (ISS). A espaçonave Dragon C2+ foi o primeiro veículo estadunidense a visitar a ISS desde o fim do programa do Ônibus Espacial. Foi também a primeira espaçonave comercial a se encontrar e atracar com outra espaçonave.
Inicialmente, os objetivos da missão C2+ deveriam ter sido cumpridos por duas missões distintas; Dragon C2 teria realizado um sobrevoo na ISS, praticado manobras de encontro e comunicações com a estação, antes de retornar à Terra. Uma segunda missão, Dragon C3, teria sido a primeira missão a atracar com a estação. Em julho de 2011, a NASA deu uma aprovação provisória para combinar os objetivos das duas missões. Em dezembro de 2011, a NASA aprovou formalmente a fusão das missões COTS 2 e 3 no lançamento Dragon C2+. Houve vários atrasos no lançamento, o último ocorrendo em 19 de maio de 2012, devido a um aborto do lançamento durante, segundos antes da decolagem.
Dragon C2+ lançado com sucesso de Cabo Canaveral, SLC-40 em 22 de maio de 2012. Durante os primeiros três dias da missão, todos os objetivos COTS 2 foram concluídos com êxito. A fase COTS 3 da missão começou em 25 de maio, quando o Dragon se encontrou novamente com a ISS e foi capturado com sucesso usando o Canadarm2. Foi atracado a estação mais tarde naquele dia, usando o braço robótico. O Dragon permaneceu por quase seis dias durante os quais os astronautas descarregaram a carga, e então carregaram o Dragon com a carga para a Terra. Em 31 de maio, o Dragon foi desconectado da ISS, sua cápsula pousou no Oceano Pacífico na costa da Califórnia e foi recuperada. Todos os objetivos da missão foram concluídos com sucesso, e o sistema Falcon 9-Dragon foi certificado para iniciar missões regulares de entrega de carga para a ISS sob o programa de Commercial Resupply Services.

## História

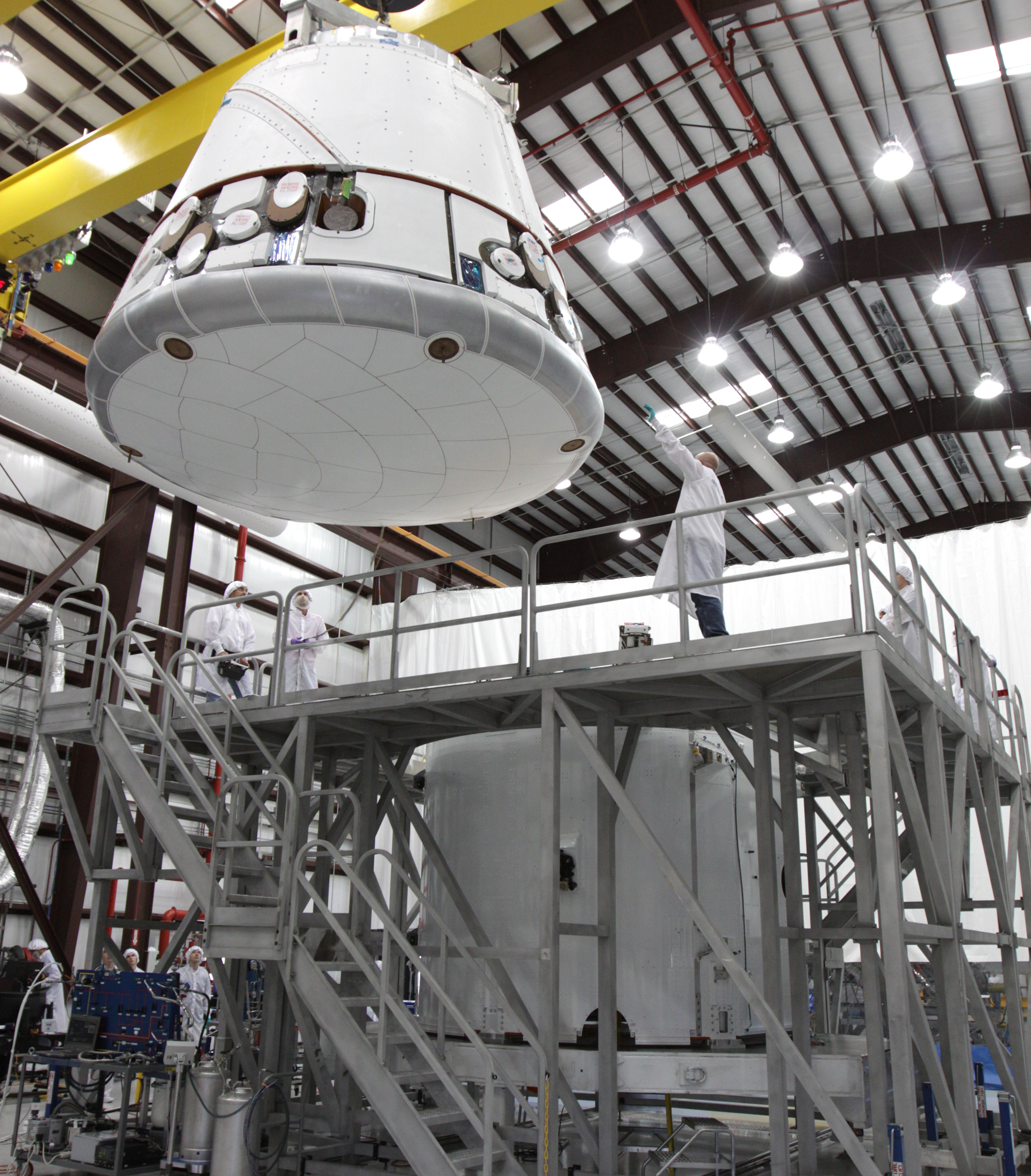
A cápsula Dragon C102 sendo baixada na SLC-40 em 16 de novembro de 2011 durante o processamento de pré-lançamento

A NASA e a SpaceX assinaram um contrato para serviços de reabastecimento de carga COTS em 18 de agosto de 2006. O acordo previa três lançamentos de teste, no âmbito da fase 1 do programa de demonstração do COTS. A primeira missão COTS, SpaceX COTS Demo Flight 1, foi concluída com sucesso em 8 de dezembro de 2010, quando a cápsula Dragon foi recuperada com sucesso da órbita. Devido ao sucesso da missão, a SpaceX pediu à NASA para combinar o lançamento COTS 2 para a ISS, originalmente a COTS 2 se aproximaria da estação, mas ficaria a cerca de 10 km dela, e o lançamento COTS 3 que atracaria com a ISS. Em uma reunião de 15 de julho de 2011, a NASA aprovou provisoriamente a combinação das duas missões COTS para acelerar o programa para a fase de missão de abastecimento operacional em 2012. Em 9 de dezembro, a NASA aprovou oficialmente a fusão das missões COTS 2 e 3 no lançamento renomeado Dragon C2+.
O veículo de lançamento Falcon 9 chegou às instalações da SpaceX em Cabo Canaveral, Flórida, no Complexo 40 de Lançamento Espacial de Cabo Canaveral (SLC-40) em julho de 2011. A espaçonave Dragon da missão chegou ao local de lançamento em 23 de outubro de 2011. Em 1 de março de 2012, um teste de contagem regressiva alimentado chamado de "ensaio geral molhado" foi concluído com sucesso para a missão COTS 2. Em 16 de abril, sua revisão de prontidão de lançamento foi concluída pela NASA e declarou que um lançamento em 30 de abril era viável. Após a análise, a SpaceX anunciou um atraso no lançamento devido a problemas de teste de software de voo contínuo, e o próximo marco importante da missão foi o teste bem-sucedido do motor de fogo estático Falcon 9 em 30 de abril. A NASA aprovou o software de voo do Dragon em 11 de maio, resolvendo um problema que havia sido responsável por vários adiamentos de data de lançamento. Em 17 de maio, a missão foi aprovada na revisão final do lançamento e o Falcon 9/Dragon foi erguido na plataforma de lançamento em preparação para o lançamento. A primeira tentativa de lançamento, em 19 de maio, foi abortada às T-00:00:00.5 devido a um problema de pressão em um dos motores do Falcon 9. A janela de lançamento foi quase instantânea, por razões de eficiência de combustível, deixando pouca margem para erro devido às restrições de consumo de combustível causadas pelas manobras extras necessárias para certificar a Dragon antes de tentar atracar na ISS. A janela de lançamento do Dragon poderia ter sido mais longa, mas o combustível extra necessário para pegar a ISS provavelmente teria ultrapassado as margens de segurança, devido aos testes de pré-atracação.

### Plano original
De acordo com o plano de teste original do Dragon, as missões C2 e C3 teriam sido executadas em vez de C2+. O C2 teria se encontrado com a Estação Espacial Internacional (ISS), porém não teria realizado a parte de captura e atracação da missão. O terceiro lançamento de teste pretendia ser a primeira missão do Dragon a atracar com a ISS. Após uma reunião de 15 de julho de 2011 entre os oficiais da SpaceX e da NASA, os objetivos da missão COTS 3 foram provisoriamente combinados com o voo de demonstração proposto do COTS 2, devido aos dois lançamentos anteriores bem-sucedidos do Falcon 9 e à recente aposentadoria da frota de ônibus espaciais do Sistema de Transporte Espacial.
Em 9 de dezembro de 2011, a NASA aprovou formalmente a fusão das duas missões e definiu a data de lançamento inicial para 7 de fevereiro de 2012. Vários atrasos ocorreram entre dezembro a maio de 2012, principalmente devido à necessidade da SpaceX de fazer mais testes de hardware e software. A missão Dragon C2+ foi lançada com sucesso em 22 de maio, a partir do Complexo 40 de Lançamento Espacial de Cabo Canaveral (SLC-40). Ele completou com sucesso todos os objetivos da missão COTS 2, então atracou com a ISS, e completou todos os objetivos da missão COTS 3, antes de cair com sucesso no Oceano Pacífico, na costa da Califórnia em 31 de maio. Uma vez que todos os objetivos COTS foram alcançados durante o voo Dragon C2+ em maio de 2012, a necessidade do COTS Demo Flight 3 foi eliminada.

## Linha do tempo da missão

### Dia 1, lançamento (22 de maio)

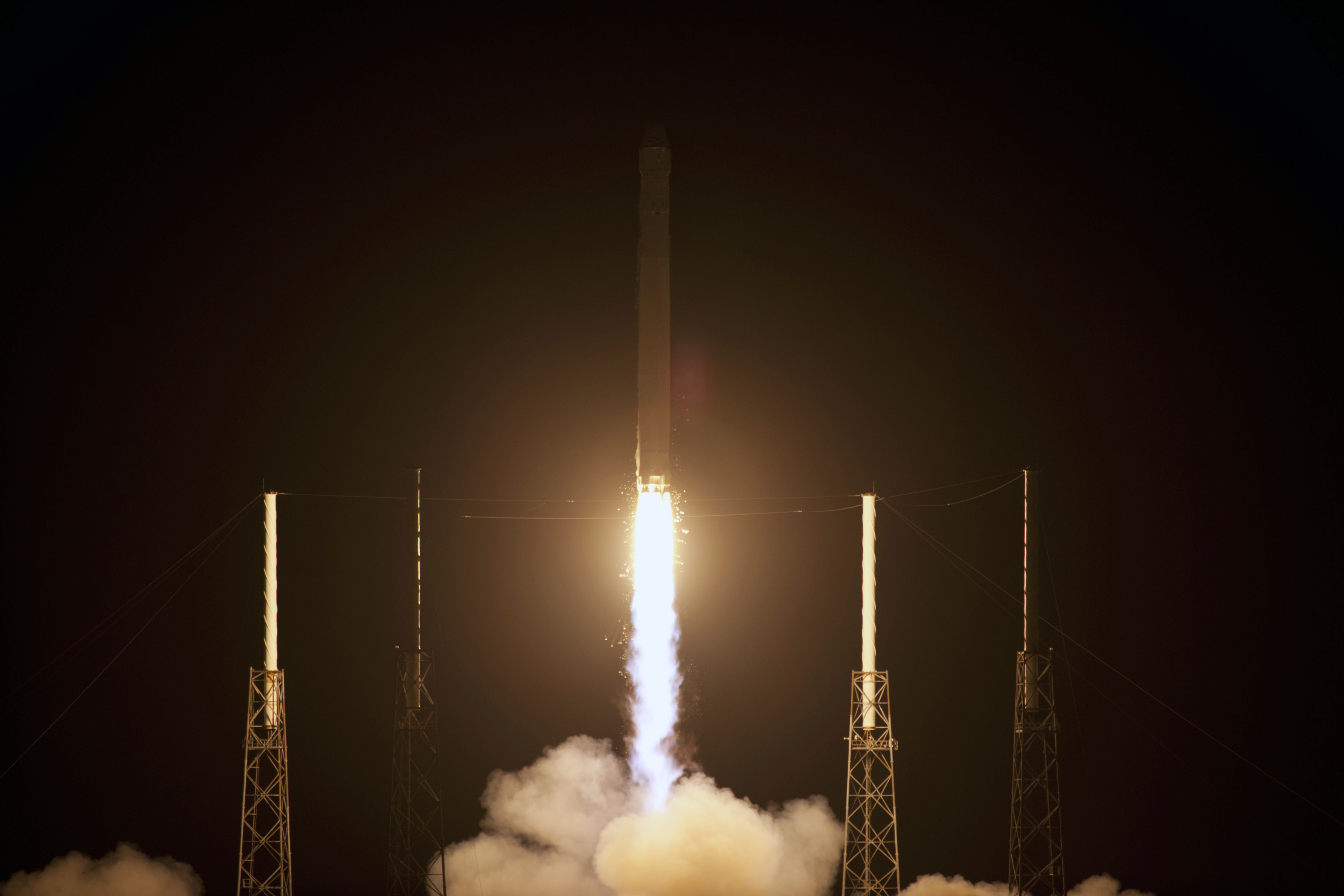
O COTS 2, Falcon 9 foi lançado com sucesso com a espaçonave Dragon em 22 de maio de 2012

O lançamento ocorreu às 03h44 EDT (07h44 UTC) em 22 de maio de 2012. Esta foi a primeira vez que um Falcon 9 foi lançado à noite. Após o lançamento, o desligamento do motor principal ocorreu aproximadamente na marca de 180 segundos, e o primeiro estágio começou a ser separado. Após a separação do estágio, o segundo estágio foi iniciado. O cone do nariz do dragão foi então descartado. E por volta dos 9 minutos de voo, o motor do segundo estágio desligou-se e se separou da espaçonave Dragon. A espaçonave Dragon implantou com sucesso seus painéis solares em cerca de 13 minutos de voo.
Os testes iniciais do COTS 2 começaram durante este segmento de voo, quando a Dragon realizou um teste de seu sistema Absolute GPS (AGPS), usando satélites do sistema de posicionamento global para determinar sua localização. Em seguida, o Dragon abriu sua porta de compartimento que abrigava seu dispositivo de garra e sensores de navegação relativos, um termovisor e o DragonEye baseado em LIDAR. Depois que uma verificação desses sensores foi concluída, o Dragon demonstrou sua capacidade de abortar durante uma abordagem, primeiro com um disparo contínuo de seus motores Draco e então com um disparo pulsado. Uma demonstração de deriva livre então começou, permitindo que a espaçonave flutuasse livremente sem usar seus propulsores que normalmente corrigiriam seu caminho orbital.

### Dia 2 (23 de maio)
No segundo dia de voo, o Dragon começou uma série de queima do propulsor, chamada de queima de "ajuste de altura" (HA-1) e "co-elíptica" (CE-1). A queima de CE-1 mudou as características da órbita do Dragon, colocando-o em uma órbita circular ao redor da Terra. A queima do HA-1 elevou a altitude do Dragon para alguns quilômetros abaixo da Estação Espacial Internacional (ISS), em preparação para a demonstração do encontro do dia seguinte.

### Dia 3 (24 de maio)

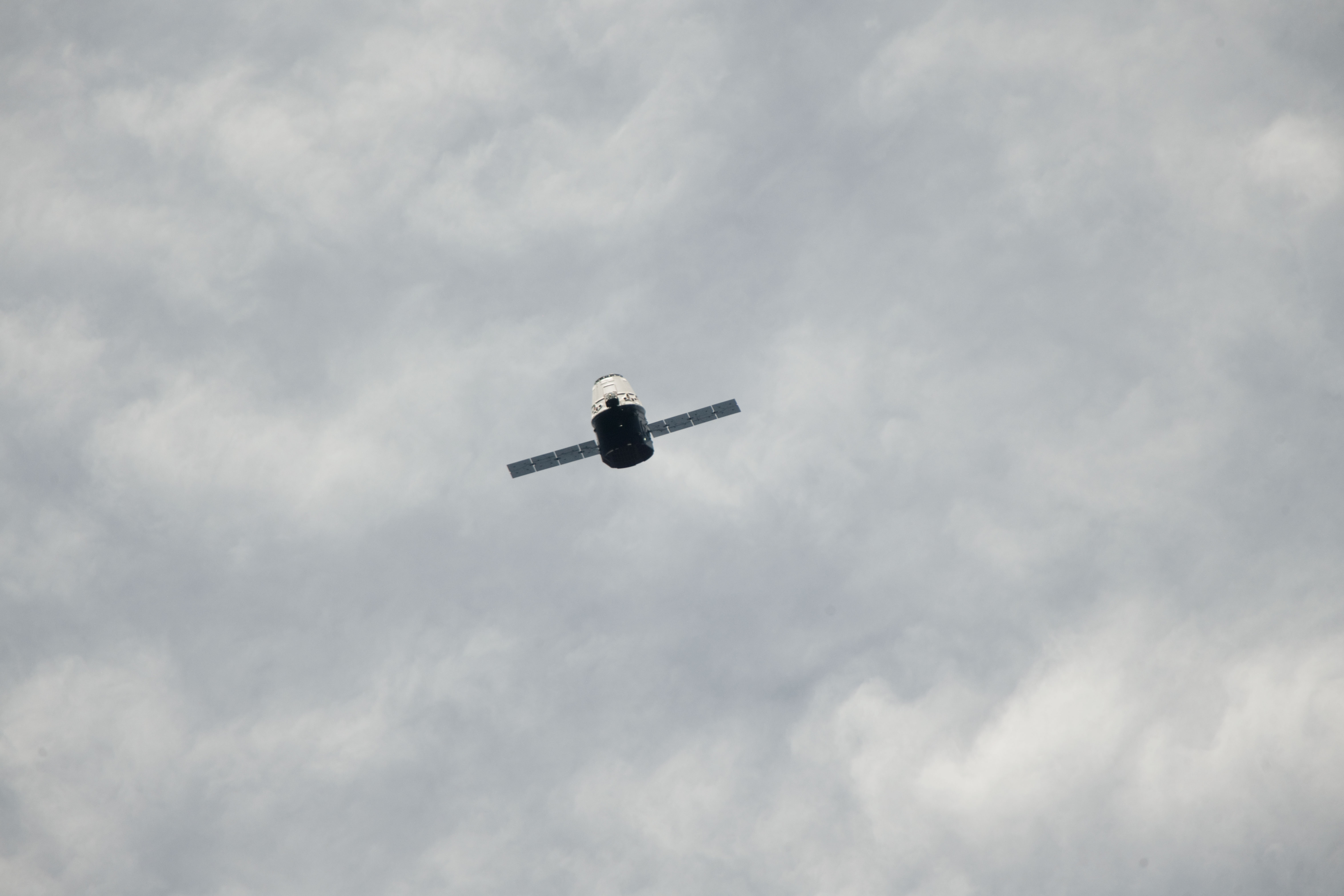
A Dragon vista da Estação Espacial Internacional (ISS) durante o sobrevoo no terceiro dia, 24 de maio de 2012

No terceiro dia de voo, o Dragon realizou o ajuste de altura da queima 2 (HA-2) às 07h58 UTC, para chegar a cerca de 10 km da Estação Espacial Internacional (ISS), a "zona de comunicação". Às 08h43 UTC, a queima coelíptica 2 (CE-2) elevou sua órbita para quase o mesmo plano da ISS, e a trouxe para cerca de 2 500 m abaixo da estação. Durante este "sobrevoo", o Dragon estabeleceu comunicações com a estação usando sua unidade de comunicação de frequência Ultra-alta COTS (CUCU). O Dragon realizou um teste de seu sistema GPS Relativo (RGPS), que usou as posições relativas da espaçonave em relação à estação espacial para determinar sua localização. Além disso, usando o Crew Command Panel (CCP) a bordo do módulo Cupola, a tripulação da Expedição 31 interagiu brevemente com o Dragon, monitorando o sobrevoo e, pouco antes das 11h00 UTC, enviando um comando ao Dragon para ligar sua luz estroboscópica. Por volta das 11h25 UTC, o Dragon fez sua abordagem mais próxima da ISS. Assim que o sobrevoo foi concluído, o Dragon disparou seus propulsores para iniciar um loop na frente, acima e depois atrás da estação em um padrão oval de pista de corrida a uma distância entre 7 a 10 km. O Dragon executou uma queima final do dia, às 11h57 UTC, que o afastou da ISS e preparou a espaçonave para um reencontro com a estação no dia seguinte. Depois que o Dragon limpou as vizinhanças da estação, a NASA aprovou a atracação para ocorrer no quarto dia, o que significa que todos os requisitos da missão COTS 2 originais foram atendidos.

### Dia 4 (25 de maio)

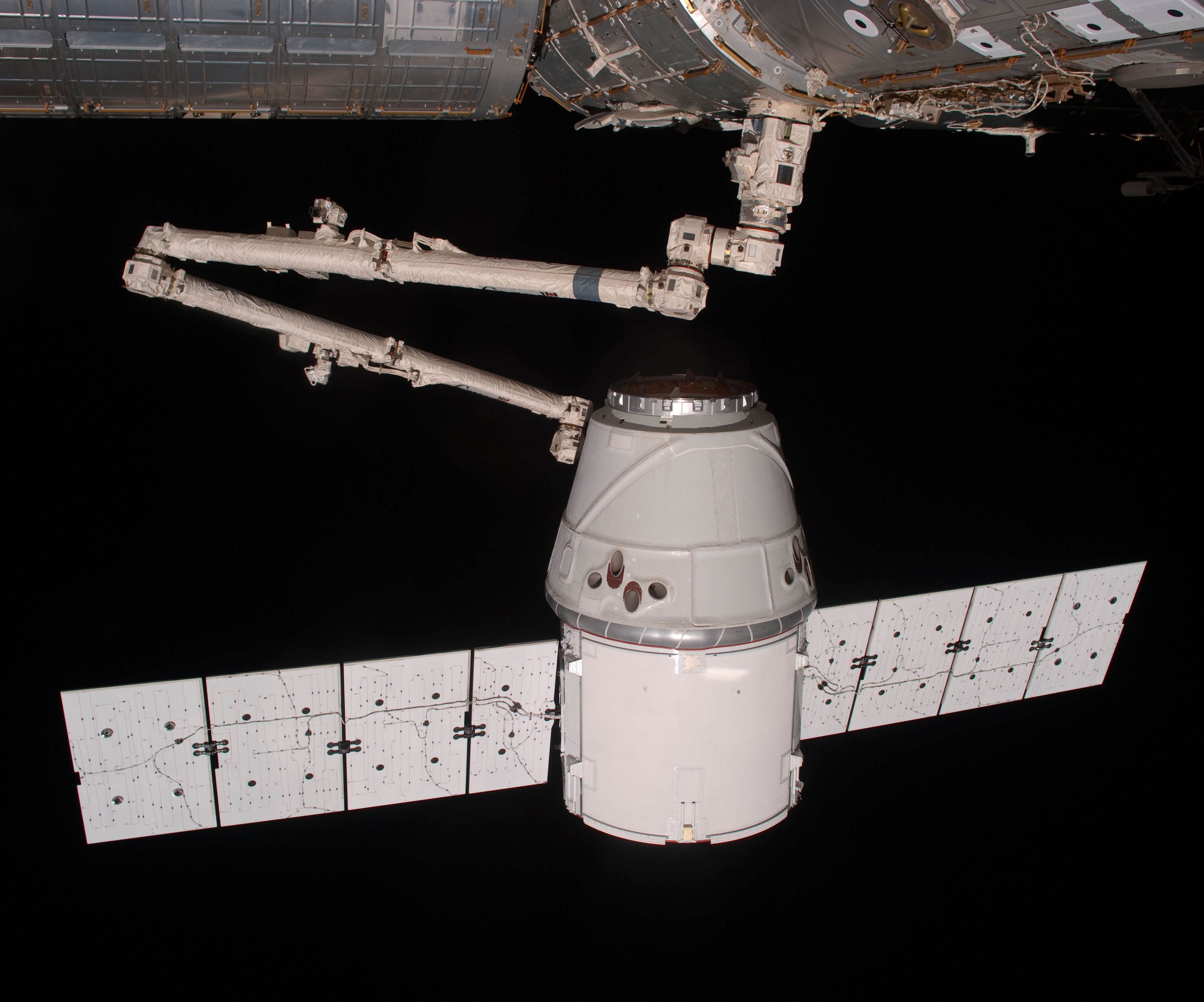
O Dragon atracado na Estação Espacial Internacional (ISS) no quarto dia, 25 de maio de 2012

No quarto dia de voo, o Dragon executou as queima dos propulsores HA-3 e CE-3 para trazê-lo 2,5 km abaixo da Estação Espacial Internacional (ISS) mais uma vez. A equipe de Controle da Missão da NASA em Houston deu então permissão à SpaceX para realizar outra série de queimas que levaram o Dragon a 1 400 m da ISS. Outra decisão foi tomada no Controle da Missão em Houston, e então o Dragon mudou-se para 250 m da ISS. Neste ponto, os objetivos de demonstração COTS 3 começaram. O sistema DragonEye do Dragon demonstrou e confirmou que sua posição e velocidade eram precisas, comparando sua imagem LIDAR com seus termovisores. Uma série de manobras de verificação começou. A equipe de controle de voo da SpaceX em Hawthorne, Califórnia, comandou a espaçonave para se aproximar da ISS de sua posição de espera. Se moveu de 250 para 220 m abaixo da ISS. A tripulação, usando o painel de comando, instruiu Dragon a recuar, e a espaçonave voltou para o ponto de espera. Este teste garantiu que o alcance do Dragon para a ISS era preciso, e que a equipe de controle de voo viu a aceleração e frenagem da espaçonave como esperado. Estava em um padrão de espera a 250 m, e mais uma vez a equipe de voo do Dragon ordenou que se aproximasse da ISS. Na posição de 220 m, a tripulação comandou o veículo para aguardar.
Outra decisão foi tomada no Controle da Missão em Houston, e Dragon foi autorizado a entrar na Esfera-de-Afastamento (KOS), uma área virtual de 200 m ao redor da ISS destinada a evitar a colisão com o complexo orbital. Ocorreram duas retenções adicionais e não planejadas: um a 150 m para verificar ainda mais o LIDAR; e, finalmente, um da SpaceX a 70 m para reconfigurar o LIDAR. Reflexos dispersos da Instalação Externa (EF) do módulo Kibō da JAXA causaram interferência com o LIDAR; A SpaceX decidiu estreitar o campo de visão do LIDAR para eliminar os reflexos.
O Dragon prosseguiu para uma posição a 30 m da ISS e automaticamente parou para aguardar. Outra decisão foi tomada, e então o Dragon prosseguiu para a posição do ponto de captura a 9 m. Uma decisão final foi tomada, e a equipe do Controle da Missão de Houston notificou a tripulação que eles iriam capturar o Dragon. Nesse ponto, a partir do módulo Cupola, o membro da tripulação da Expedição 31, Donald Pettit, usou o Sistema de Manutenção Móvel da ISS (Canadarm2) para alcançar e agarrar a espaçonave Dragon às 13h56 UTC sobre a Austrália Ocidental. Após a captura, Pettit disse brincando à Megan McArthur: "Parece que pegamos um Dragão pela cauda. Estamos pensando que este sim foi muito bem, estamos prontos para mudar isso e fazer isso de verdade". Pettit, com a ajuda do companheiro de tripulação André Kuipers, guiou e atracou o Dragon até o Mecanismo de Atracação Comum voltado para a Terra do módulo Harmony às 16h02 UTC.

### Dia 5 e o restante da missão (26 a 31 de maio)

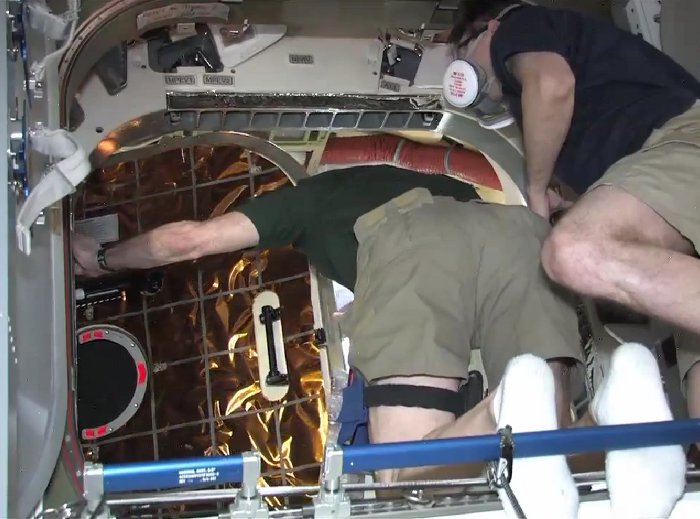
Donald Pettit abrindo a escotilha do Dragon em 26 de maio

No quinto dia, após avaliar a qualidade do ar dentro do Dragon, a tripulação abriu a escotilha entre o Dragon e a Estação Espacial Internacional (ISS) às 05h53 EDT (09h53 UTC). Donald Pettit, o cosmonauta russo e o comandante da ISS Oleg Kononenko foram os primeiros membros da tripulação a entrar no Dragon. Eles usavam óculos de proteção e máscaras de respiração enquanto realizavam mais testes para se certificar de que a atmosfera dentro da cápsula estava segura, o que era, embora Pettit tenha notado que "o interior cheirava a carro novo".
O Dragon passou aproximadamente seis dias atracado na ISS, dando aos astronautas tempo para descarregar sua carga. Eles então recarregaram com carga para a Terra. Em 27 de maio, enquanto era controlado pelo Controle da Missão da NASA em Houston, Dextre foi usado para inspecionar o porta-malas do Dragon.

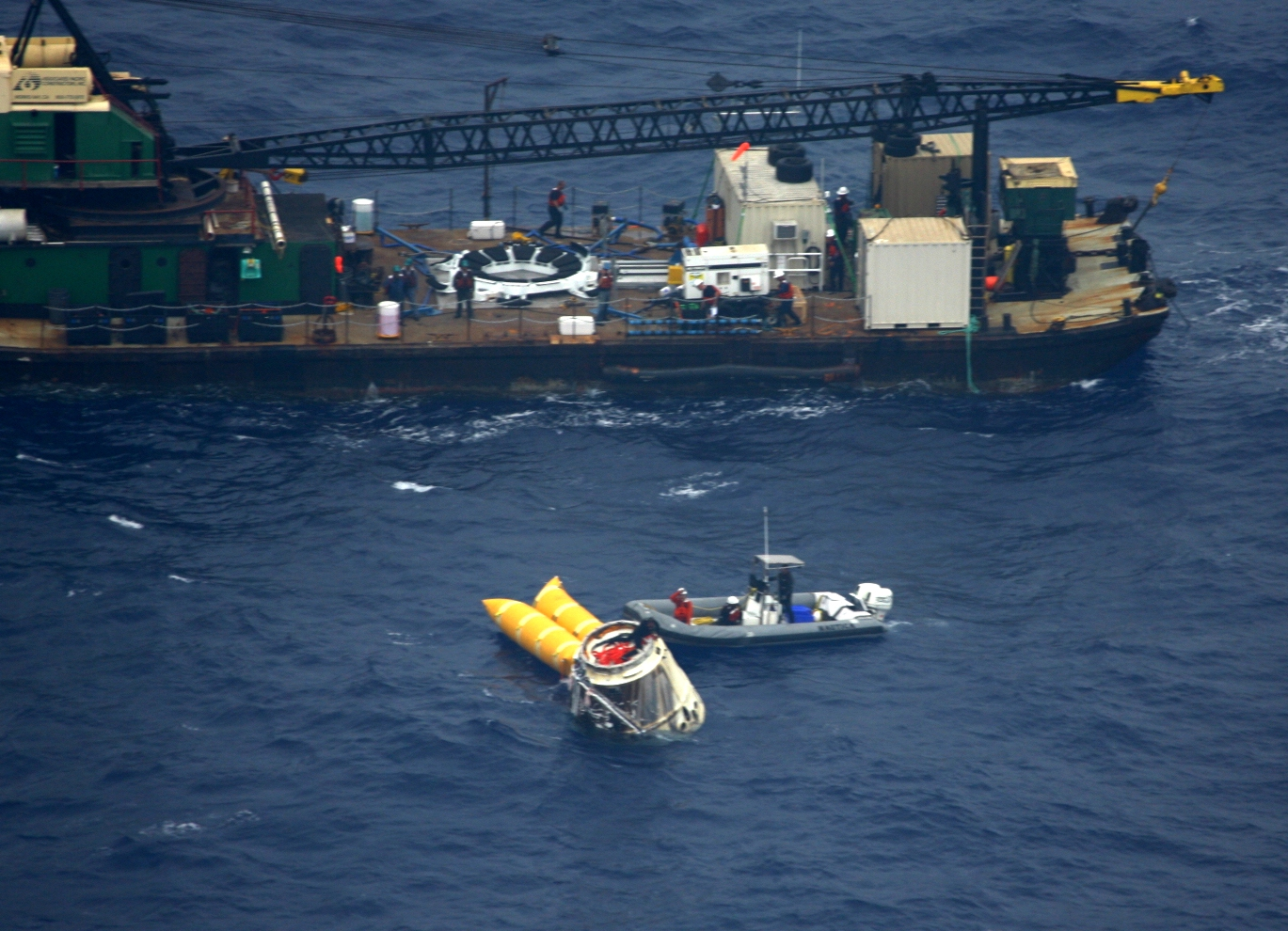
Recuperação do COTS 2 Dragon em 31 de maio

Em seu último dia na ISS, 31 de maio, a tripulação desconectou o Dragon do módulo Harmony usando o Canadarm2 às 05h49 EDT (09h49 UTC). O braço moveu Dragon cerca de 10 m de distância da ISS e o soltou. O Dragon então realizou uma série de queima do motor que o colocou em uma trajetória para afastá-lo das proximidades da ISS. O Controle da Missão em Houston então confirmou que Dragon estava em um caminho seguro para longe do complexo. A SpaceX instruiu o Dragon a fechar a porta do compartimento e aproximadamente quatro horas depois que o Dragon deixou a ISS, ele começou a conduzir sua queima de órbita de nove minutos. A cápsula Dragon começou a reentrar na atmosfera da Terra. Seu escudo térmico protegeu-o durante a maior parte da reentrada e quando em altitude suficientemente baixa, seus dois paraquedas Drogue foram acionados, seguidos por seus três paraquedas principais. A cápsula Dragon caiu no Oceano Pacífico a cerca de 900 km da Península da Baixa Califórnia em aproximadamente 11h42 EDT (15h42 UTC) e foi recuperada por uma pequena frota de navios de recuperação da empreiteira contratada pela SpaceX, American Marine.

### Jornada da cápsula pós-missão
Em 5 de junho, a cápsula Dragon chegou ao porto de Los Angeles e foi transportada por caminhão para McGregor, Texas. Lá seu propelente de manobra tóxico foi removido e em 13 de junho sua carga foi transferida para a posse da NASA. A carga foi então transportada para o Centro Espacial Lyndon B. Johnson em Houston, Texas para processamento posterior. Em 18 de julho de 2012, o COTS 2 Dragon foi temporariamente exibido para um público convidado dentro de uma tenda, em frente ao prédio da Sociedade Histórica de Washington, D.C. Em 7 de setembro de 2012, Steve Jurvetson, membro do conselho de diretores da SpaceX, relatou que a cápsula C2+ estava passando por uma análise pós-voo em McGregor. Mais tarde em 2012, esperava-se que a cápsula Dragon fosse transportada de volta para Hawthorne, Califórnia. Durante a coletiva de imprensa pós-voo, o CEO e CTO da SpaceX Elon Musk afirmou que não há planos definitivos para a cápsula, mas que gostaria de vê-la levada em uma turnê pelos Estados Unidos. A cápsula foi exibida na Electronic Entertainment Expo de 2013 em Los Angeles, Califórnia, de 11 a 13 de junho. A histórica cápsula Dragon C2+ foi finalmente colocada em exibição permanente pendurada no teto na sede da SpaceX.
Em 23 de agosto de 2012, a NASA anunciou que a SpaceX e seu sistema Falcon 9/Dragon foram certificados para iniciar seu contrato de entrega de carga. O contrato de US$ 1,6 bilhão exige pelo menos 12 missões de reabastecimento. O primeiro desses voos foi lançado em 7 de outubro de 2012.

## Carga útil

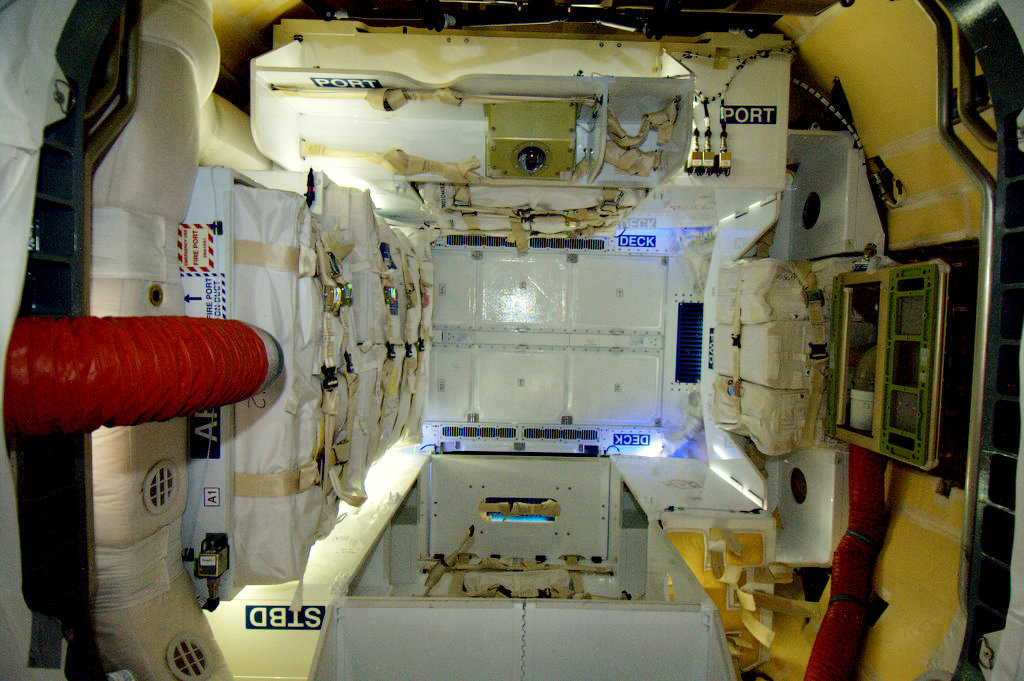
O interior do Dragon em 26 de maio, mostrando parte da carga entregue

A seção pressurizada transportou 525 kg de carga para a Estação Espacial Internacional (ISS), que incluía comida, água, roupas, bolsas de carga, hardware de computador, o Módulo 9 dos NanoRacks (experimentos dos alunos e equipamento científico) e outras cargas diversas. Nenhuma carga despressurizada foi entregue nesta missão.
Uma adição não anunciada ao manifesto de carga, tornada pública após o lançamento, foi uma pequena vasilha, afixada no topo do segundo estágio, contendo os restos de cinzas de 1 grama de mais de 300 pessoas, incluindo o astronauta do Projeto Mercury Gordon Cooper, o ator James Doohan que interpretou Scotty no programa de televisão Star Trek na década de 1960. Os restos mortais foram transportados de forma semi-secreta pela Celestis, uma empresa que já transportou latas funerárias no veículo de lançamento Falcon 1 da SpaceX. O segundo estágio e a vasilha funeraria permaneceram na órbita inicial em que o Dragon C2+ foi inserido, e queimaram na atmosfera da Terra um mês depois.

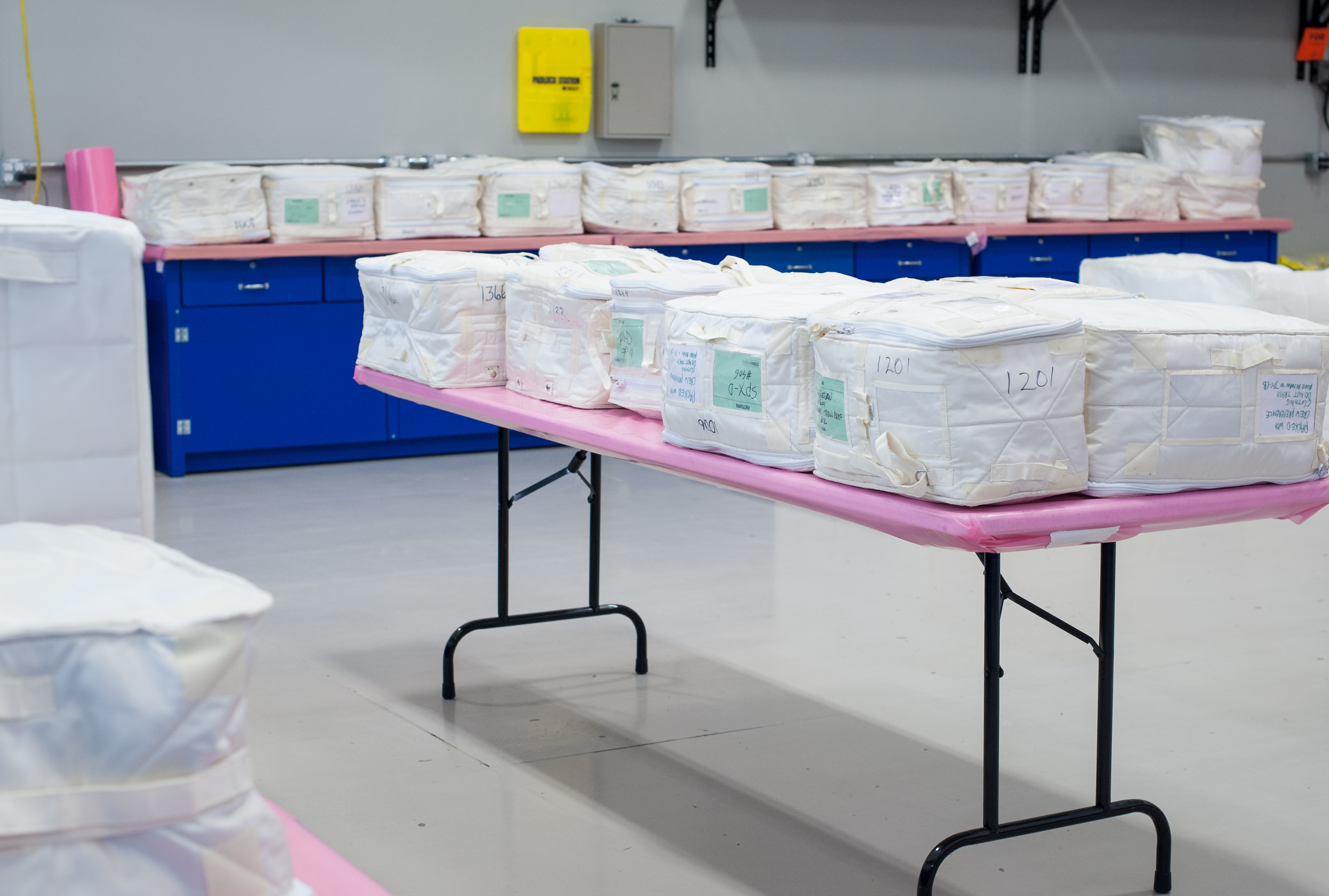
Parte da carga trazida de volta pela Dragon, em 13 de junho de 2012

Em seu retorno à Terra, o Dragon trouxe de volta para a Terra 665 kg de carga pressurizada; a carga incluiu amostras de experimentos, hardware de experimentos, hardware de sistemas da ISS e hardware de Unidade de Mobilidade Extraveicular. Um dos experimentos trazidos pelo Dragon foi o Shear History Extensional Rheology Experiment (SHERE) administrado pelo Centro de Pesquisa John H. Glenn da NASA. SHERE investigou os efeitos do estresse rotacional em fluidos de polímero. Os itens do SHERE incluíam uma caixa de ferramentas, módulos de fluidos, bandejas de armazenamento, cabos e um teclado e gravações de dados científicos. Outro experimento que retornou com o Dragon foi o Multi-user Droplet Combustion Apparatus (MDCA) e a Combustion Integrated Rack-Fluids and Combustion Facility (CIR). O voo de volta foi planejado para transportar 660 kg.
Outro experimento que retornou no final desta missão foi o Material Science Research Rack (MSRR), que investigou experimentos de microgravidade em hastes de liga de alumínio. Retornando do MSRR estavam os cartuchos de pesquisas térmicas e de vácuo feitas em hastes de metal nos estudos SETA-2, MSL-CETSOL e MICAST.
Originalmente, a SpaceX também pretendia lançar 2 satélites na carga útil secundária do Dragon em algum momento nas primeiras 72 horas após o lançamento; no entanto, em 28 de dezembro de 2011, a SpaceX e a Orbcomm anunciaram uma revisão do cronograma que descartou a implantação do satélite do plano de missão do Dragon C2+.

## Atrasos
COTS Demo Flight 2 ocorreria já em 2010, mas foi adiado por problemas internos da SpaceX; e então em 2011 por questões da NASA. Conforme planejado nos manifestos, o COTS 2 deveria ser lançada em junho de 2011. Foi adiado para o final de 2011 e, em seguida, seguido por mais atrasos pela falha de reabastecimento de carga na espaçonave russa Progress 44 em agosto; este incidente poderia ter forçado a Estação Espacial Internacional (ISS) a ser temporariamente abandonada em meados de novembro. Outro atraso foi causado devido ao procedimento de atracação, que exige que dois funcionários da ISS estejam treinados e disponíveis para o procedimento; no início de dezembro de 2011, apenas uma pessoa foi treinada para atracar o Dragon. A data de lançamento mudou da seguinte forma: 6 de junho de 2011, 8 de outubro, 30 de novembro e 19 de dezembro; e 7 de janeiro de 2012, 30 de abril e 7 de maio.
Com uma agenda de lançamento ocupada em Cabo Canaveral, e com outras missões para a ISS, a NASA e a SpaceX não anunciaram uma nova data até meados de março para um lançamento em 30 de abril. Mais testes foram exigidos pela SpaceX para o código de computador que controlava a atracação, fazendo com que outro atraso fosse anunciado em 23 de abril, atrasando o lançamento para 7 de maio às 09h38 EDT (13h38 UTC). Um novo atraso foi anunciado pela NASA, adiando o lançamento para algum dia de maio. Em 4 de maio, a nova data de lançamento planejada foi definida para 19 de maio às 04h55 EDT (08:55 UTC). O lançamento prosseguiu nominalmente, mas foi abortado automaticamente às T-00:00:00.5, quando a pressão no motor número 5 atingiu limites inaceitáveis. Depois de fazer os reparos, a data de lançamento foi definida para 22 de maio às 03h44 EDT (07h44 UTC), com uma data de backup secundária de 23 de maio às 03h22 EDT (07h22 UTC) se um atraso maior fosse necessário.

## Tentativas de lançamento
| Tentativa | Planejado                     | Resultado | Inversão de marcha            | Razão   | Ponto decisivo                         | Clima bom (%) | Notas |
| --------- | ----------------------------- | --------- | ----------------------------- | ------- | -------------------------------------- | ------------- | --- |
| 1         | 19 de maio de 2012 08h55min26 | Abortado  | —                             | Técnica | 19 de maio de 2012 08h55 (T−0:00:00.5) | 80%           | O lançamento foi abortado automaticamente com pressão maior do que a aceitável detectada no motor 5. Isso ocorreu devido a uma válvula de retenção com defeito, que foi substituída mais tarde naquele dia. |
| 2         | 22 de maio de 2012 07h44min38 | Sucesso   | 2 dias, 22 horas e 49 minutos |         |                                        | 90%           | Lançamento nominal, inserido o Dragon em órbita preliminar, 9 minutos e 48 segundos após o lançamento. |

## Galeria

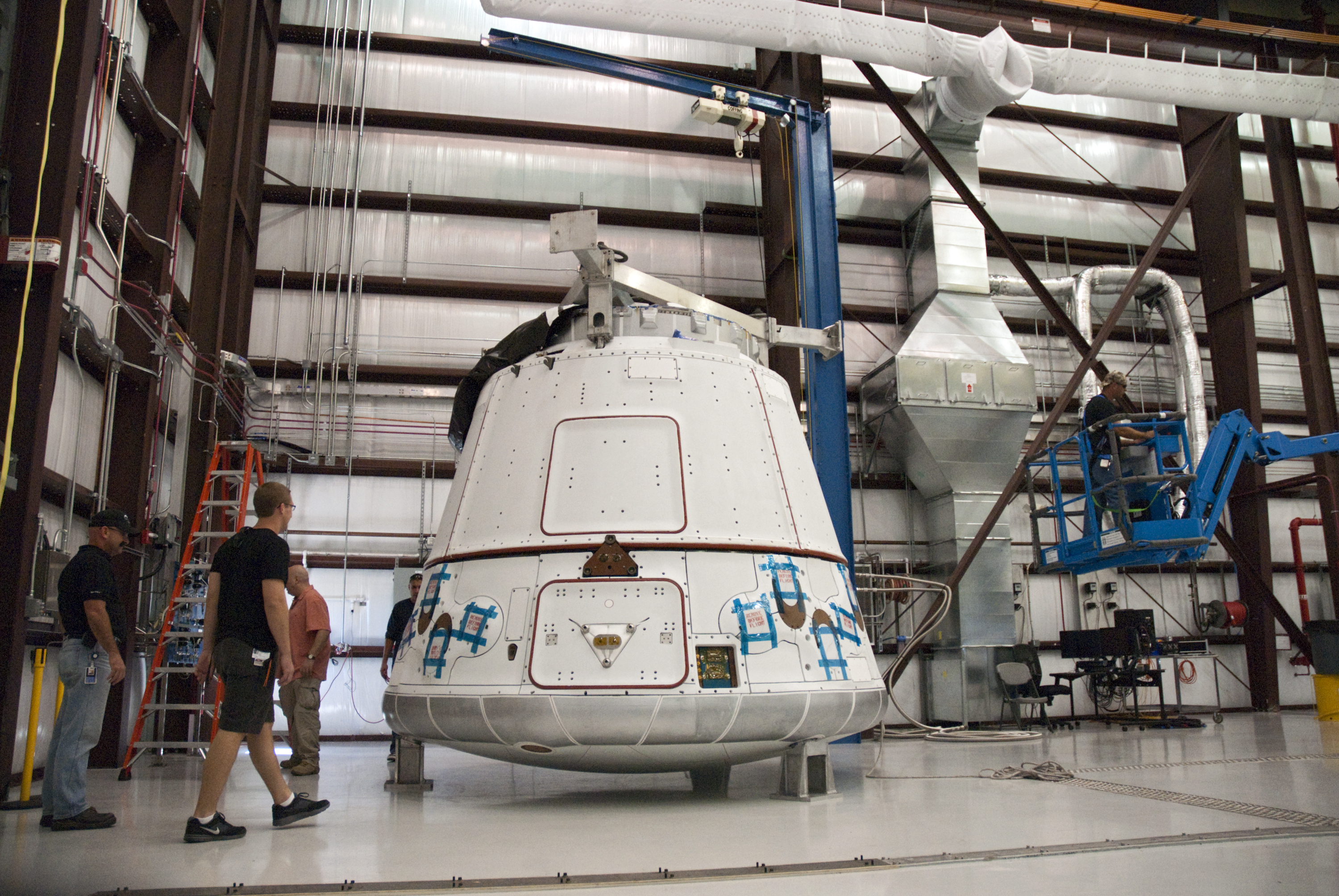
Cápsula Dragon COTS 2 no hangar da SpaceX na SLC-40 em 23 de outubro de 2011.
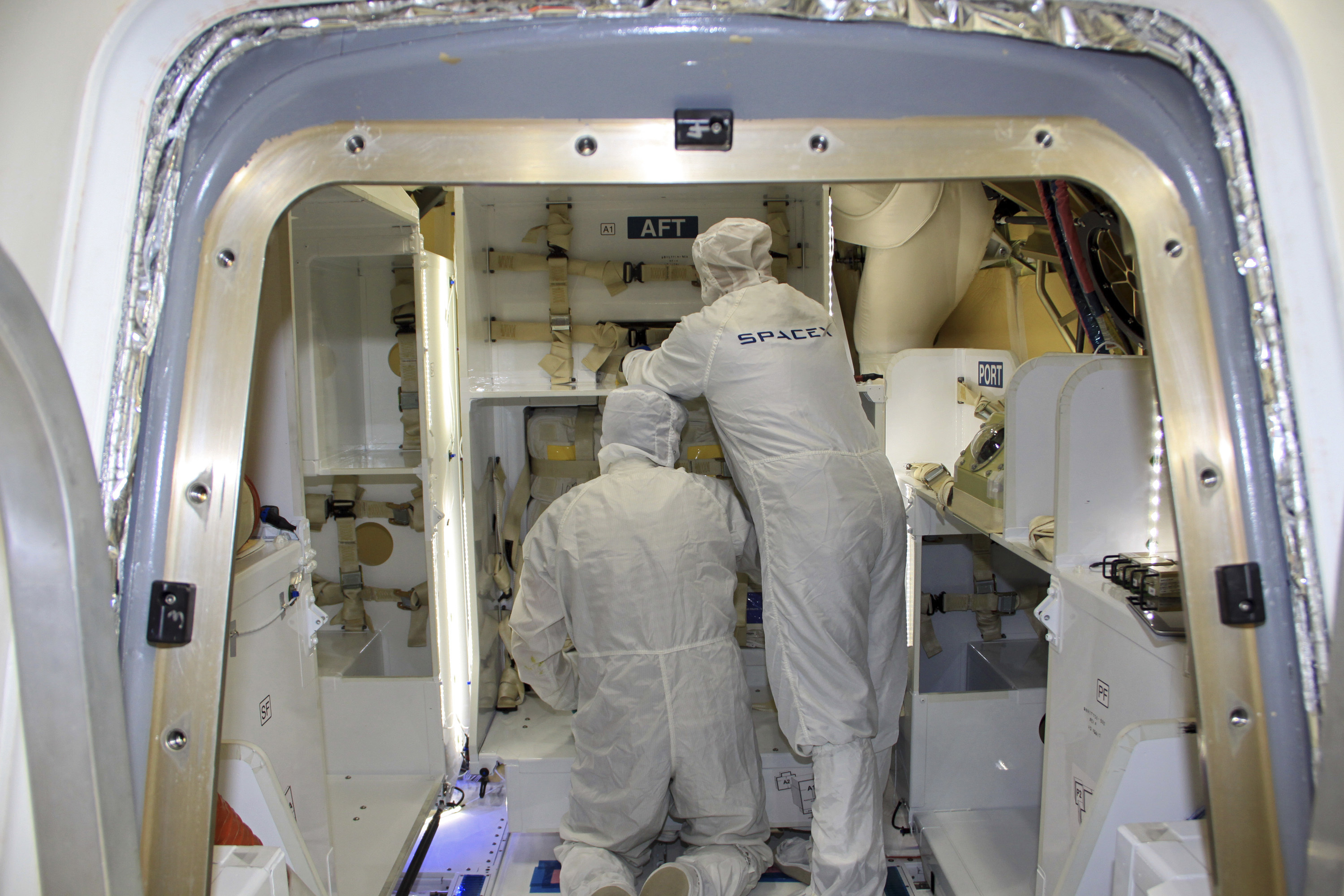
Os técnicos da SpaceX armazenando cargas no COTS 2 Dragon no SLC-40 em 4 de abril de 2012.
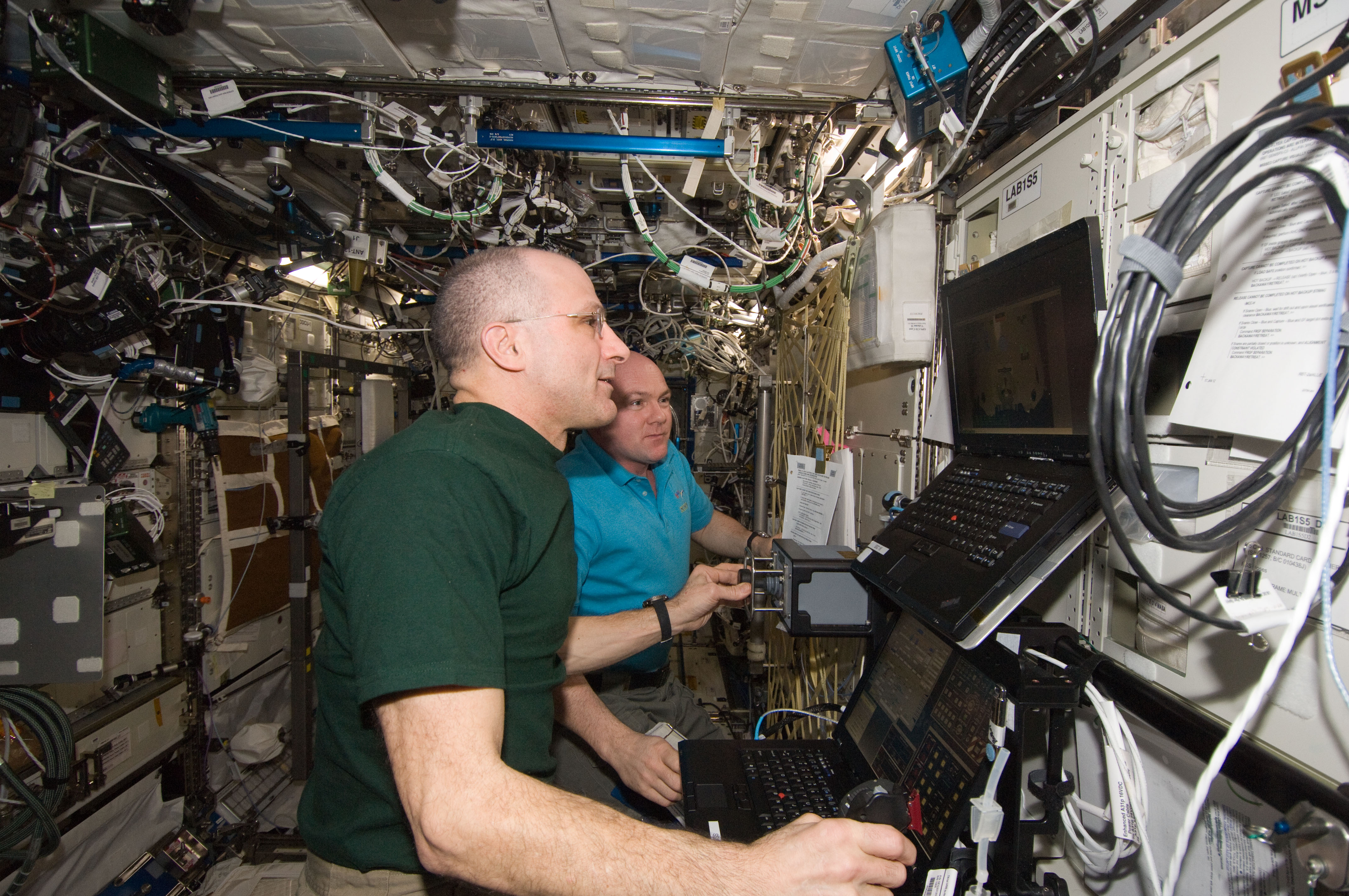
Os astronautas Donald Pettit (em primeiro plano) e André Kuipers praticando a captura do Dragon em uma simulação a bordo da ISS em 11 de abril de 2012.
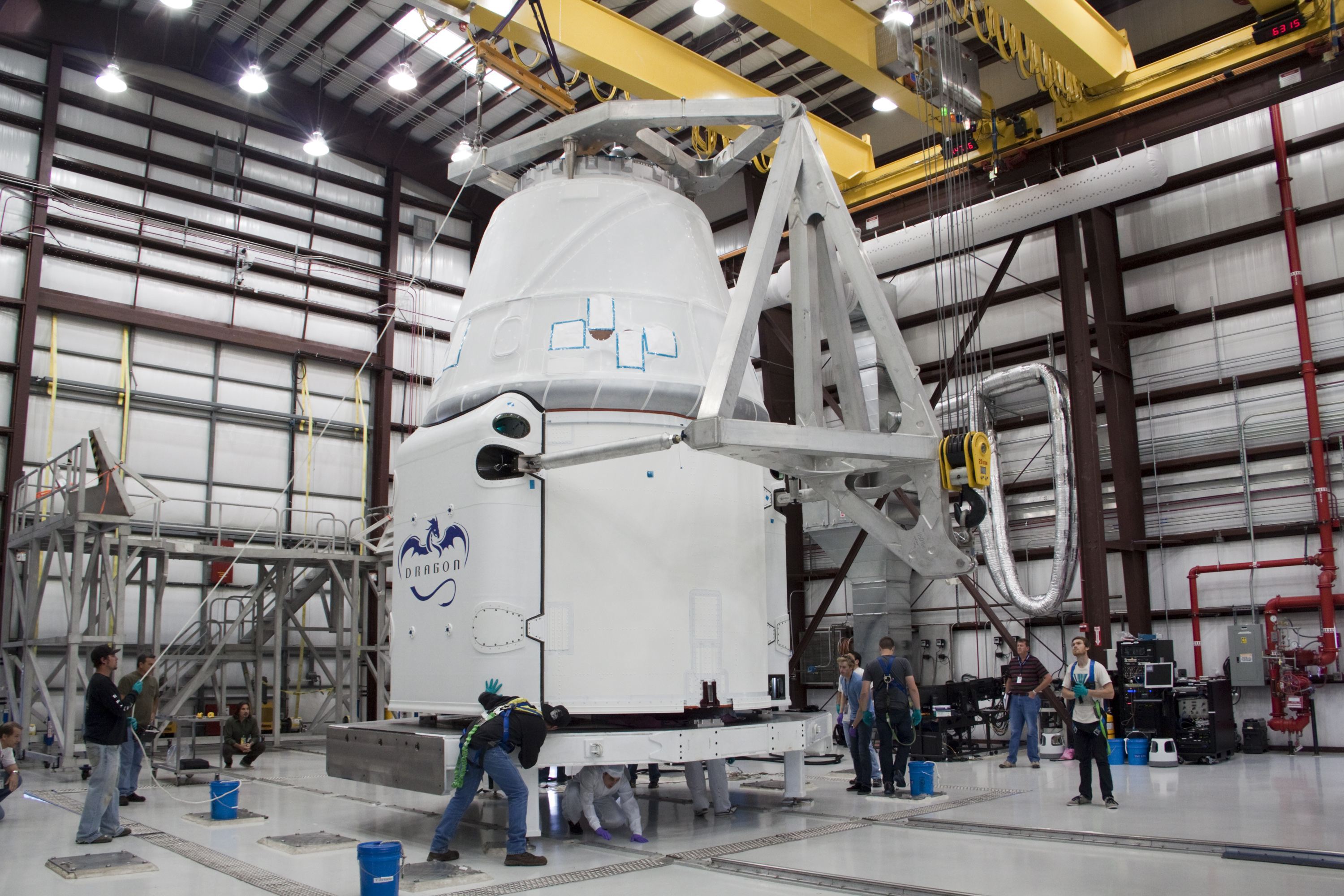
Dragon com pontões de tronco instalado em 26 de abril de 2012.
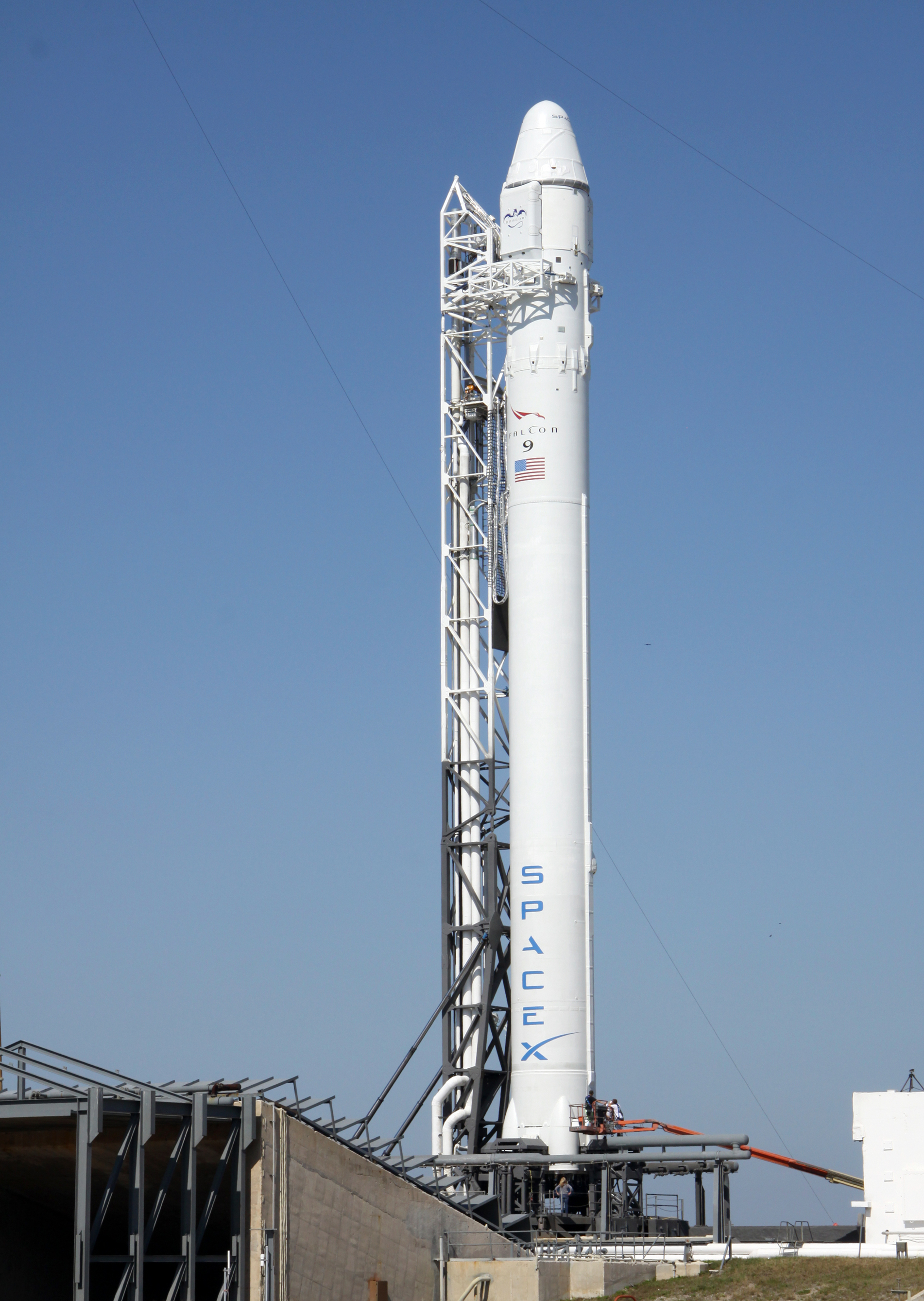
O Falcon 9/Dragon na vertical na plataforma de lançamento em 18 de maio de 2012 em preparação para o lançamento.
- Falcon 9, 3.º lançamento, lançamento em 22 de maio de 2012 (vídeo).
- Dragon C2+, quarto dia de voo, atracação com a ISS em 25 de maio de 2012.
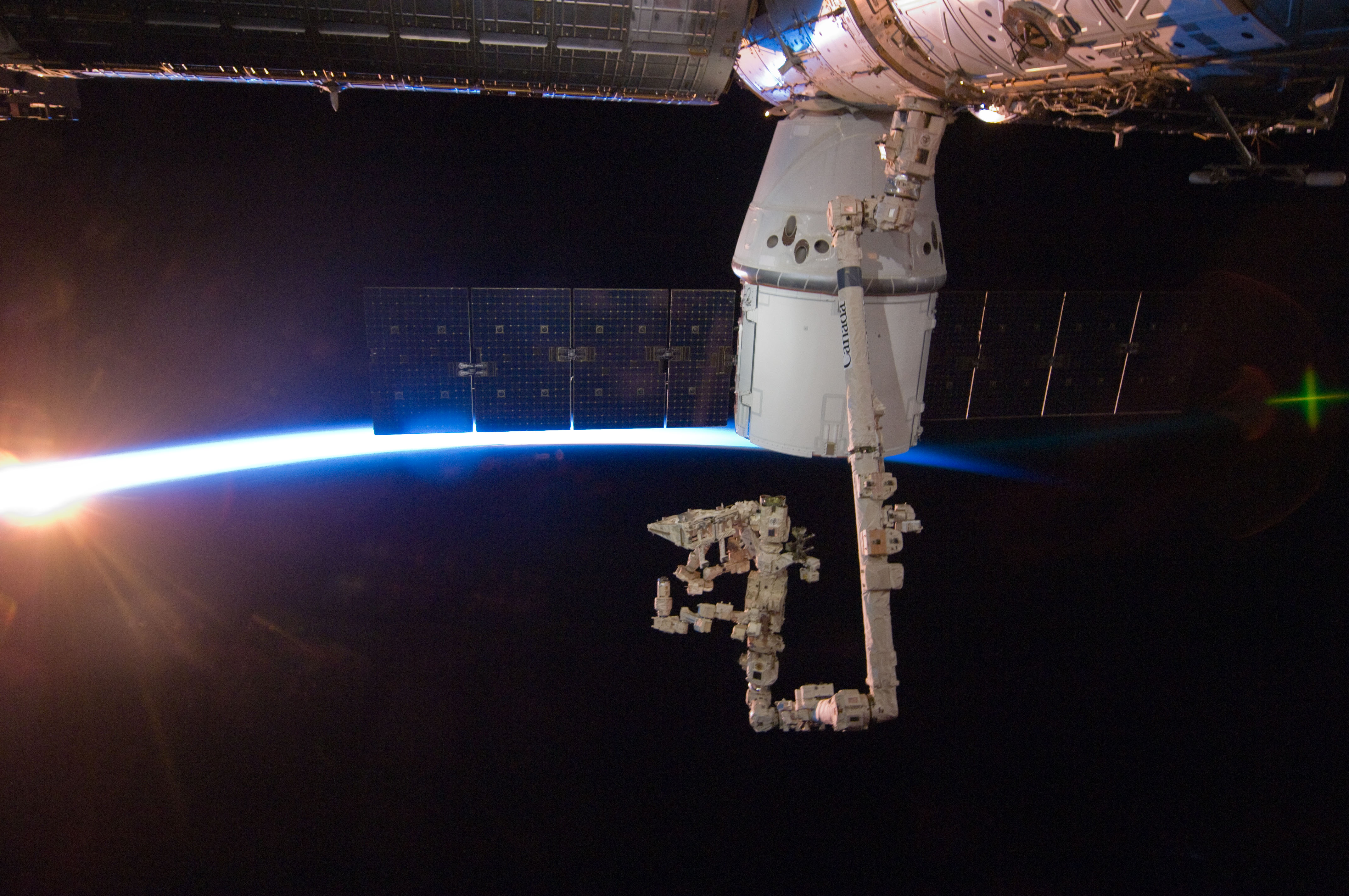
Dextre inspecionando o porta-malas do Dragon em 27 de maio de 2012
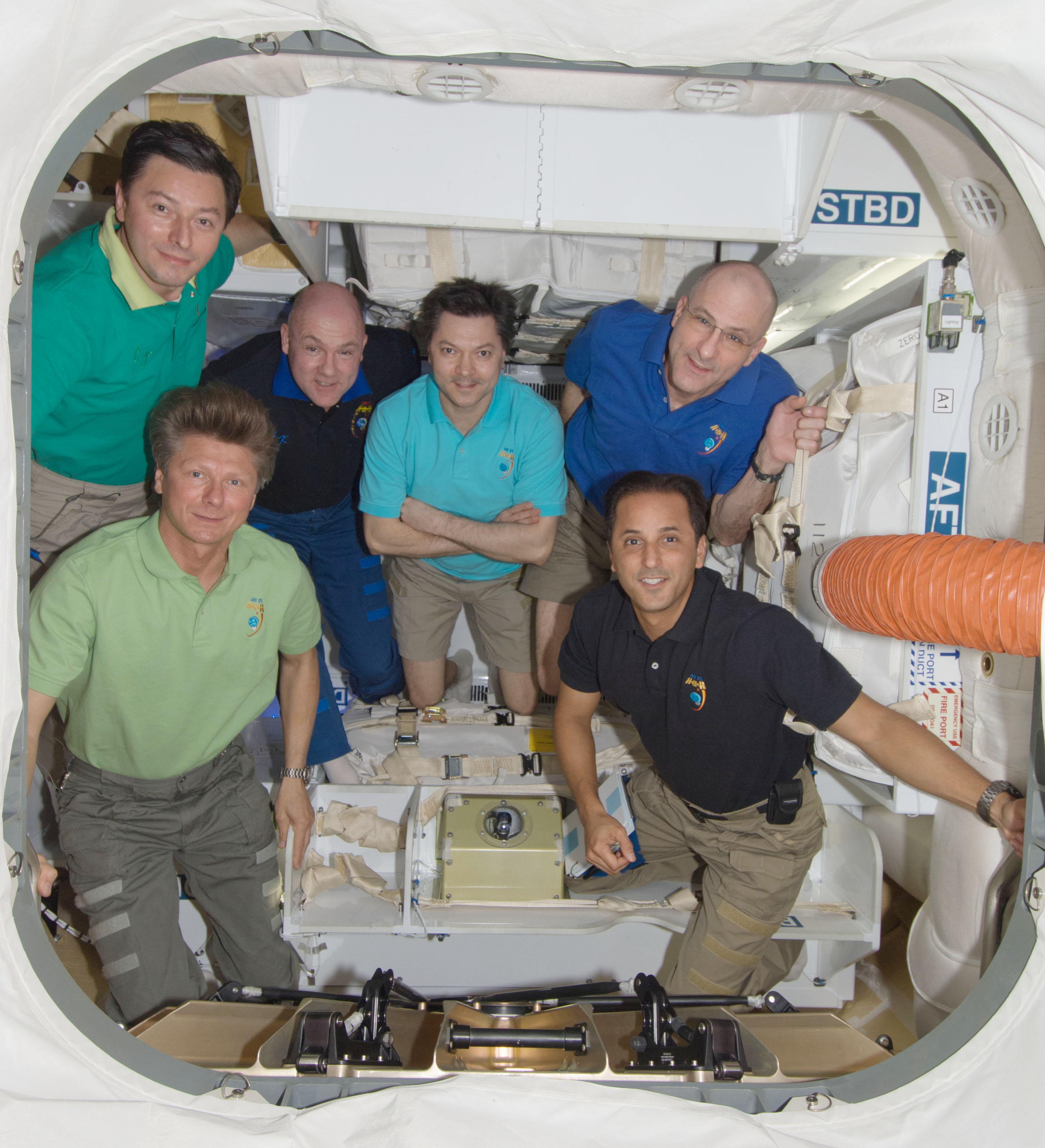
Expedição 31 posando dentro do Dragon em 29 de maio de 2012.
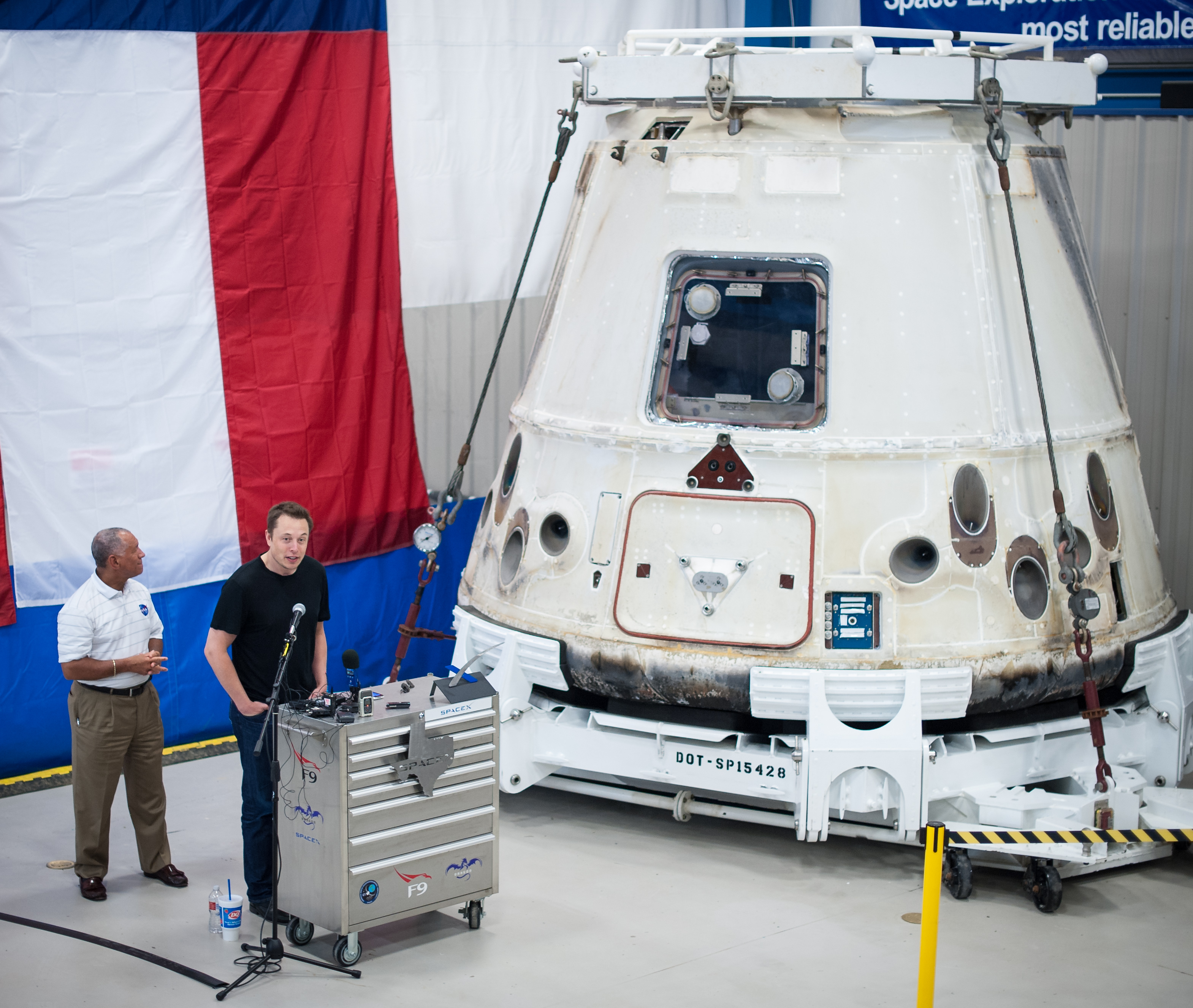
A cápsula Dragon C2+ recuperada em McGregor, Texas, em 13 de junho de 2012.
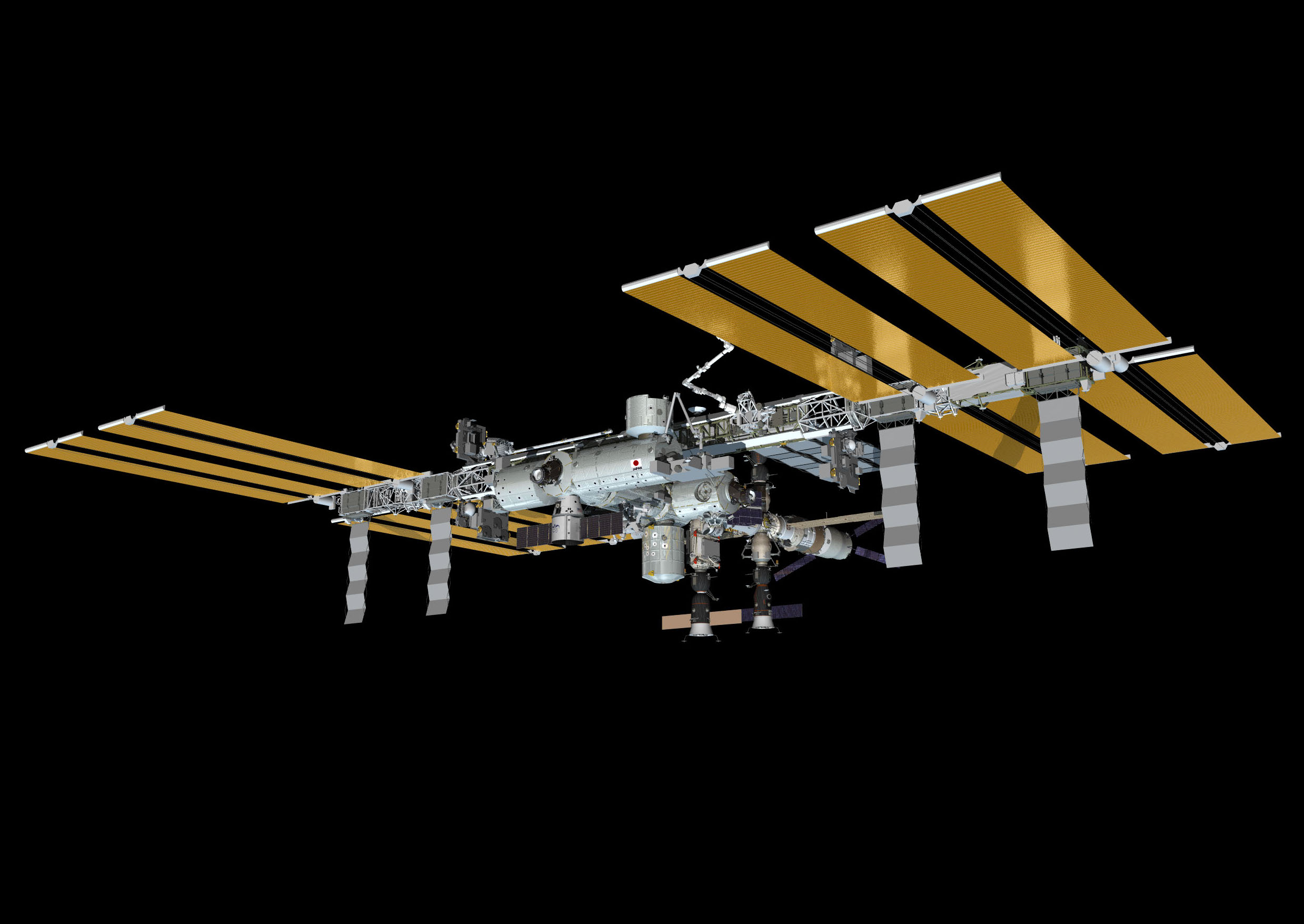
Renderização artística do Dragon atracado na ISS